# Farid Jattin
Farid De Jesus Jattin Jaraba (* 21. Dezember 1988 in Barranquilla) ist ein professioneller kolumbianischer Pokerspieler. Er gewann 2020 die A$25.000 Challenge der Aussie Millions Poker Championship.

## Pokerkarriere
Jattin stammt aus Barranquilla und lebt in Miami. Er spielte von April 2007 bis April 2021 online unter den Nicknames shiipthatish (PokerStars) und farid1221x (Full Tilt Poker). Seine Gewinne aus Online-Pokerturnieren liegen bei knapp 1,5 Millionen US-Dollar, wobei der Großteil davon auf PokerStars erspielt wurde.
Seine erste Geldplatzierung bei einem Live-Turnier erzielte Jattin im April 2010 in Saint Petersburg. Anfang September 2010 belegte er beim Main Event der River Poker Series in Thackerville den zwölften Platz und erhielt sein erstes größeres Preisgeld von 43.800 US-Dollar. Mitte Juni 2011 wurde er beim Championship Event der Borgata Summer Poker Open in Atlantic City Zweiter und sicherte sich knapp 120.000 US-Dollar. Im Januar 2014 gewann der Kolumbianer das Main Event des Isle Poker Classic in Pompano Beach mit einer Siegprämie von knapp 150.000 US-Dollar. Knapp zwei Wochen später erreichte er beim Main Event der World Poker Tour (WPT) in Atlantic City ebenfalls den Finaltisch und belegte den sechsten Platz, der mit rund 175.000 US-Dollar bezahlt wurde. Im Juni 2014 war Jattin erstmals bei der World Series of Poker im Rio All-Suite Hotel and Casino am Las Vegas Strip erfolgreich und kam bei zwei Turnieren der Variante No Limit Hold’em in die Geldränge. So cashte er beim Millionaire Maker und erreichte den fünften Turniertag im Main Event, wodurch er Preisgelder von knapp 60.000 US-Dollar erhielt. Im September 2015 gewann der Kolumbianer das High Roller der Merit Series of Poker im nordzyprischen Kyrenia mit einer Siegprämie von über 120.000 US-Dollar. Anfang März 2016 saß er am Finaltisch des WPT-Main-Events in Los Angeles und würde Fünfter für knapp 240.000 US-Dollar. Im September desselben Jahres erreichte er beim WPT-Main-Event in Atlantic City ebenfalls den Finaltisch und belegte den mit knapp 170.000 US-Dollar dotierten sechsten Platz. Mitte Dezember 2017 gewann Jattin das Main Event der Winter Poker Open in Tampa und sicherte sich eine Siegprämie von mehr als 240.000 US-Dollar. Ende April 2018 belegte er den zweiten Platz beim Main Event der  Borgata Spring Poker Open in Atlantic City und erhielt aufgrund eines Deals mit Almedin Imširović erneut ein Preisgeld von mehr als 240.000 US-Dollar. Im Januar 2019 erreichte der Kolumbianer den Finaltisch der PokerStars Players Championship auf den Bahamas und belegte den mit 746.000 US-Dollar dotierten siebten Platz. Anfang Februar 2019 belegte er beim 25.000 US-Dollar teuren Omaha-Event der Aussie Millions Poker Championship in Melbourne den zweiten Platz für knapp 340.000 Australischen Dollar. Im August 2019 gewann Jattin das Main Event der Potomac Poker Open in Oxon Hill mit einer Siegprämie von knapp 250.000 US-Dollar. Mitte Januar 2020 setzte er sich bei der A$25.000 Challenge der Aussie Millions durch und sicherte sich den Hauptpreis von knapp einer Million Australischen Dollar. Im Seminole Hard Rock Hotel & Casino in Hollywood, Florida, siegte der Kolumbianer im Januar 2022 bei einem Turnier der Lucky Hearts Poker Open und erhielt aufgrund eines Deals über 300.000 US-Dollar. Zwei Monate später entschied er im Venetian Resort Hotel am Las Vegas Strip ein Event mit einer Siegprämie von mehr als 270.000 US-Dollar für sich. Bei der WSOP 2022, die erstmals im Bally’s Las Vegas und Paris Las Vegas ausgespielt wurde, belegte Jattin einen mit über 330.000 US-Dollar dotierten zweiten Platz. Anfang August 2023 gewann er die Seminole Hard Rock Poker Open Championship in Hollywood und sicherte sich aufgrund eines Deals mit drei anderen Spielern das meiste Preisgeld von 655.000 US-Dollar.
Insgesamt hat sich Jattin mit Poker bei Live-Turnieren knapp 8,5 Millionen US-Dollar erspielt und ist damit der erfolgreichste kolumbianische Pokerspieler sowie nach Nacho Barbero der zweiterfolgreichste südamerikanische Pokerspieler.